# Wilcza (województwo śląskie)
Wilcza – wieś w Polsce położona w województwie śląskim, w powiecie gliwickim, w gminie Pilchowice.
Na południowym wschodzie Wilcza posiada eksklawę o nazwie Wilcza-Czuchów, oddzieloną od głównego obszaru wsi pasmem Knurowa. Jest to więc zarazem ekslawa gminy Pilchowice.
Pierwsze zapiski o wsi pochodzą z 1486 roku. Dawniej dzieliła się ona na Wilczę Górną i Wilczę Dolną, które stanowiły odrębne gminy jednostkowe. 1 października 1941 zostały one połączone przez okupanta niemieckiego w jedną gminę jednostkową Wilcza. 1 grudnia 1945 władze polskie z Wilczy Górnej i Wilczy Dolnej utworzyły zbiorową gminę Wilcza, lecz bez podziału na gromady. W 1954 roku zniesiono gminę Wilcza, przekształcając ją w gromadę Wilcza. Od 1973 w granicach gminy Ochojec, która 1 czerwca 1975 (do 1998) weszła w skład nowo utworzonego woj. katowickiego. 1 lutego 1977 gminę Ochojec zniesiono, a Wilczę włączono do nowej gminy Pilchowice.

## Nazwa
Według niemieckiego nauczyciela Heinricha Adamy’ego nazwa miejscowości wywodzi się od polskiej nazwy drapieżnika wilka. W swoim dziele o nazwach miejscowości na Śląsku wydanym w 1888 roku we Wrocławiu wymienia on najwcześniejszą nazwę wsi jako Wilcza podając jej znaczenie „Wolfsdorf”, czyli po polsku „Wieś wilków”. Nazwa wsi została później fonetycznie zgermanizowana i utraciła swoje pierwotne znaczenie.

## Historia
W XIX wieku wymieniane są dwie wsie Ober oraz Nieder Wilcza. W połowie XIX wieku w obu miejscowościach dominowała ludność polska. Topograficzny opis Górnego Śląska z 1865 roku notuje stosunki ludnościowe na terenie wsi: Ober Wilcza – „Im Dorfe befinden sich 98 Haushaltungen mit 508 nur der polnischen Sprache(...).” (pol. We wsi znajduje się 98 gospodarstw domowych z 580 mieszkańcami tylko polskiej mowy), a w sąsiedniej Nieder Wilcza „Das Dorf enhalt in 99 Haushaltungen 495 polnisch Sprechende(...).”, czyli w tłumaczeniu na język polski „Wieś składa się z 99 gospodarstw domowych, z 495 osobami polskiej mowy(...)”.

## Zabytki
We wsi znajdują się:
- pałac neogotycki z drugiej połowy XIX wieku, mieszczący się w parku z drugiej połowy XIX wieku o geometrycznym układzie,
- kościół parafialny pod wezwaniem św. Mikołaja z 1755 roku, restaurowany w 1961 r.; budował go cieśla Jakub Sedlaczek; drewniany, konstrukcji zrębowej, z wieżą konstrukcji słupowej, oszalowany, nakryty dachem gontowym[10],
- kapliczka z końca XIX wieku z obrazem Matki Boskiej Królowej Polski,
- gospoda z przełomu XIX i XX wieku,
- kamień graniczny z 1883 roku z napisem „trimerc” nad przydrożnym rowem przy ulicy Karola Miarki 36a,
- pomniki przyrody (dęby szypułkowe).

## Edukacja
- Przedszkole w ZSP w Wilczy
- Szkoła podstawowa w ZSP w Wilczy

## Turystyka
Przez wieś przebiegają szlaki turystyczne:
- – Szlak Okrężny Wokół Gliwic
- – Szlak Stulecia Turystyki
- – Szlak Architektury Drewnianej województwa śląskiego

## Sport
W miejscowości działa klub piłki nożnej oraz tenisa stołowego Wilki Wilcza, założony w 1948 roku.

## Osoby związane z Wilczą
- Grzegorz Bąk
- Mikołaj Holly I
- Jan Holly
- ks. Antoni Reginek